# 阿謝克耶沃區
53°34′N 52°48′E / 53.567°N 52.800°E
阿謝克耶沃區（俄语：Асекеевский район），是俄羅斯的一個區，位於該國西南部，由奧倫堡州負責管轄，面積2,400平方公里，2010年人口21,050，人口密度每平方公里8.77人。